# Coniophanes michoacanensis
Coniophanes michoacanensis es una especie de reptil perteneciente a la familia Dipsadidae.

## Descripción
Serpiente pequeña a mediana en tamaño con tres rayas oscuras; la raya vertebral es de cuatro escamas de ancho; las rayas laterales de dos escamas de ancho, claramente definidas en el margen inferior; escamas dorsales en 25 hileras a la mitad del cuerpo.

## Distribución
Oeste de México. C. michoacanensis es conocido de áreas costeras del Pacífico (hasta 800 m s. n. m.) de Michoacán y adyacente noroeste de Guerrero.

## Hábitat
Es un reptil terrestre y nocturno del bosque tropical caducifolio. La localidad tipo posee algunos remanentes de bosque primario rodeado por plantaciones de árboles frutales.